# 厦门快速公交三号线
厦门快速公交三号线，又称快3线、快3路或快3，是横贯厦门岛的一条东西向快速公交线路。由第一码头站始发，终到前埔枢纽站。识别色为红色。线路全长约11公里，目前设14个站点。快3还有其高峰区间线快7，线路与快3重合，唯快7在起终点站第一码头及前埔枢纽只下不上。

## 历史
- 2007年-2008年间，在官方一期规划中“近期BRT线网路由表”中即有快3“联络线”，来往于农科所及会展中心，全长10.1公里[1]。
- 2008年9月份一期线路运营后起终点站为第一码头站及前埔枢纽站，运营时间为6:10-22:30。此时快3仍被注明联络线[2]。
- 2016年3月14日，快3的高峰区间线路快速公交七号线开通。这是快速公交系统中首条高峰区间线。快7共投入12辆18米长的公交车，运营时间为早高峰7点至9点，晚高峰17点至19点，5分钟一班，可改善洪文站至开禾路口站之间的乘车环境[3]。
- 快速公交系统分别在2019年6月新添高崎机场站、新文灶站（规划时称文塔站），快3跟进停靠文灶站[4][5]。

## 路线

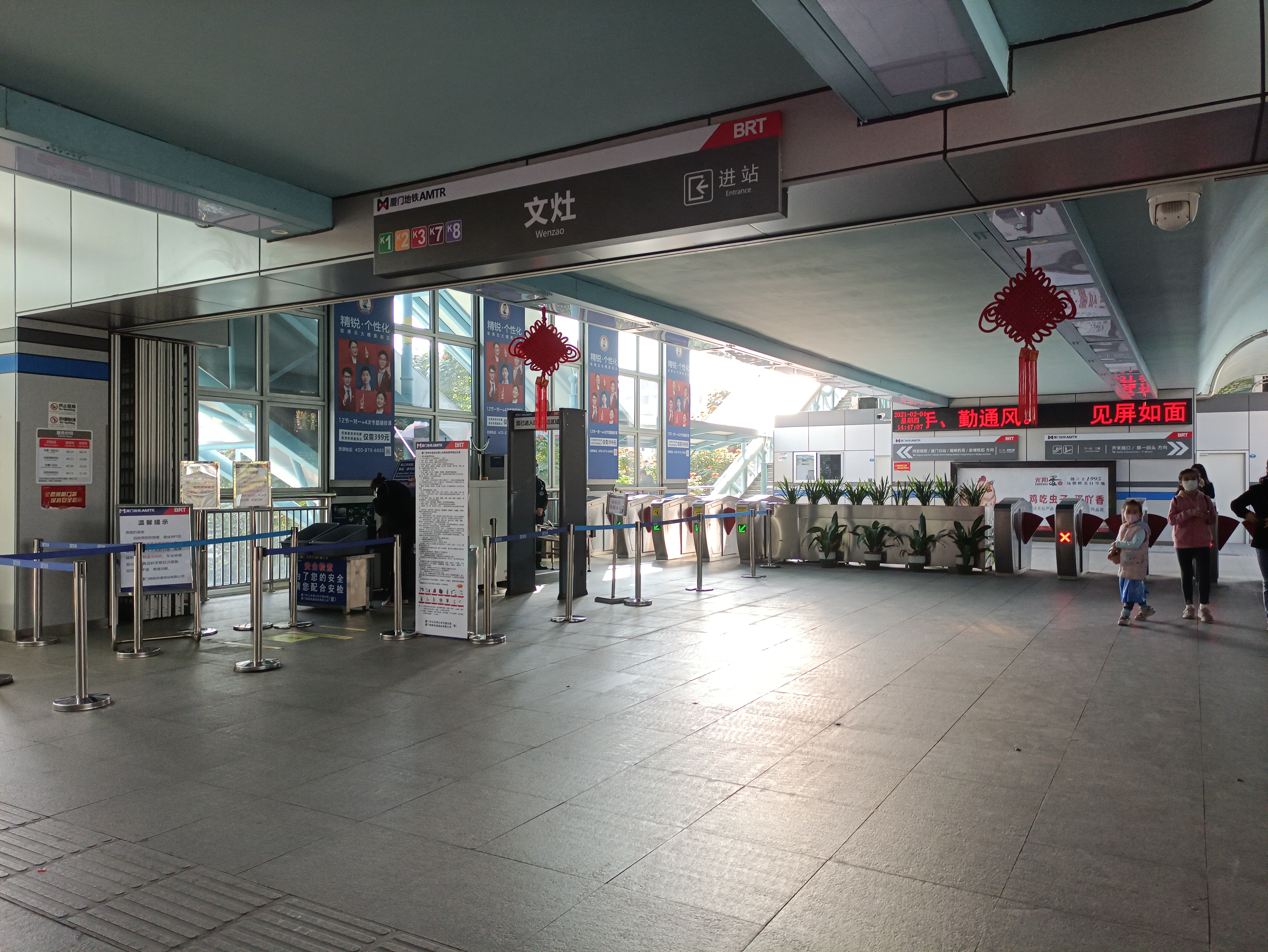
快3途径的站点文灶站，该站与地铁文灶站有廊道相连换乘

### 站点
截至2021年7月，快3共设14个站点。
| 站名       | 所在道路 | 同台换乘BRT线路 | 其他邻近换乘交通                                                                                       |
| ---------- | -------- | --------------- | --- |
| 第一码头站 | 西堤路   | 快1 快2 快7 快8 | 轮渡 前往嵩鼓码头（公共航线）、鼓浪屿内厝澳码头（仅限市民） 公交 第一码头站、BRT第一码头站、国贸海景站 |
| 开禾路口站 | 厦禾路   | 快1 快2 快7 快8 | 公交 开禾路口站                                                                                        |
| 思北站     | 厦禾路   | 快1 快2 快7 快8 | 公交 眼科医院站、思北路口站                                                                            |
| 斗西路站   | 厦禾路   | 快1 快2 快7 快8 | 公交 斗西路口站                                                                                        |
| 二市站     | 厦禾路   | 快1 快2 快7 快8 | 公交 二市站、袁厝站、美仁宫站                                                                          |
| 文灶站     | 厦禾路   | 快1 快2 快7 快8 | 1文灶站 公交 BRT文灶站                                                                                 |
| 金榜公园站 | 厦禾路   | 快1 快2 快7 快8 | 公交 金榜公园站                                                                                        |
| 火车站     | 厦禾路   | 快1 快2 快7 快8 | 国铁 厦门站 3厦门火车站 公交 火车站、火车站（湖东）、梧村公交场站、梧村车站                            |
| 莲坂站     | 莲前西路 | 快1 快2 快7 快8 | 公交 莲坂站                                                                                            |
| 龙山桥站   | 莲前西路 | 快1 快2 快7 快8 | 公交 龙山桥站                                                                                          |
| 卧龙晓城站 | 莲前西路 | 快1 快2 快7 快8 | 公交 卧龙晓城站                                                                                        |
| 东芳山庄站 | 莲前西路 | 快1 快2 快7 快8 | 公交 东芳山庄站、BRT东芳山庄站                                                                         |
| 洪文站     | 莲前东路 | 快5 快6 快7快9  | 公交 瑞景商业广场站                                                                                    |
| 前埔枢纽站 | 莲前东路 | 快5 快6 快7快9  | 公交 前埔公交场站 国贸新城站                                                                           |

## 班次
以下表格列出每日快3的运行时间，仅供参考。各时间段内的班次分别表示最短及最长间隔，具体参照厦门公交官方应用程序即时到站信息。
如遇法定节假日，一般情况下班次及首末班时间不会改变，只在每年农历春节期间将除夕的末班车提前开出，正月初一的首班车推迟发车。在遇到大型马拉松赛事时，BRT首班时间也会适当提前，如在2021年厦门马拉松赛事当天，快3双向首班提前至5:20开。
| 往前埔枢纽  | 往前埔枢纽       | 往第一码头  | 往第一码头   |
| 时间段      | 班次间隔（分钟） | 时间段      | 班次（分钟） |
| ----------- | ---------------- | ----------- | ------------ |
| 06:10-10:00 | 1-7              | 06:10-10:00 | 2-4          |
| 10:00-16:00 | 2-10             | 10:00-16:00 | 2-6          |
| 16:00-20:00 | 1-9              | 16:00-20:00 | 1-5          |
| 20:00-23:00 | 3-10             | 20:00-23:00 | 2-10         |

## 票价
快速公交系统进出站类似于地铁。若使用E通卡，乘客只需在进出站时刷卡。而到站点现场购买实体票的乘客应讲清前往目的地，购得相应面额的IC代币，出站时将IC代币投入闸机回收即可出站。
2021年2月23日起，快3票价有所调整。现快3全程封顶2元，按照跨段区间的里程收费：
| 往前埔枢纽     | 往前埔枢纽     | 往第一码头     | 往第一码头     |
| 跨段收费站点   | 票价           | 跨段收费站点   | 票价           |
| -------------- | -------------- | -------------- | -------------- |
| 第一码头站开出 | 第一码头站开出 | 前埔枢纽站开出 | 前埔枢纽站开出 |
| 至莲坂站       | 1元            | 至莲坂站       | 1元            |
| 至东芳山庄站   | 1.5元          | 至二市站       | 1.5元          |
| 至前埔枢纽站   | 2元            | 至第一码头站   | 2元            |

## 配车

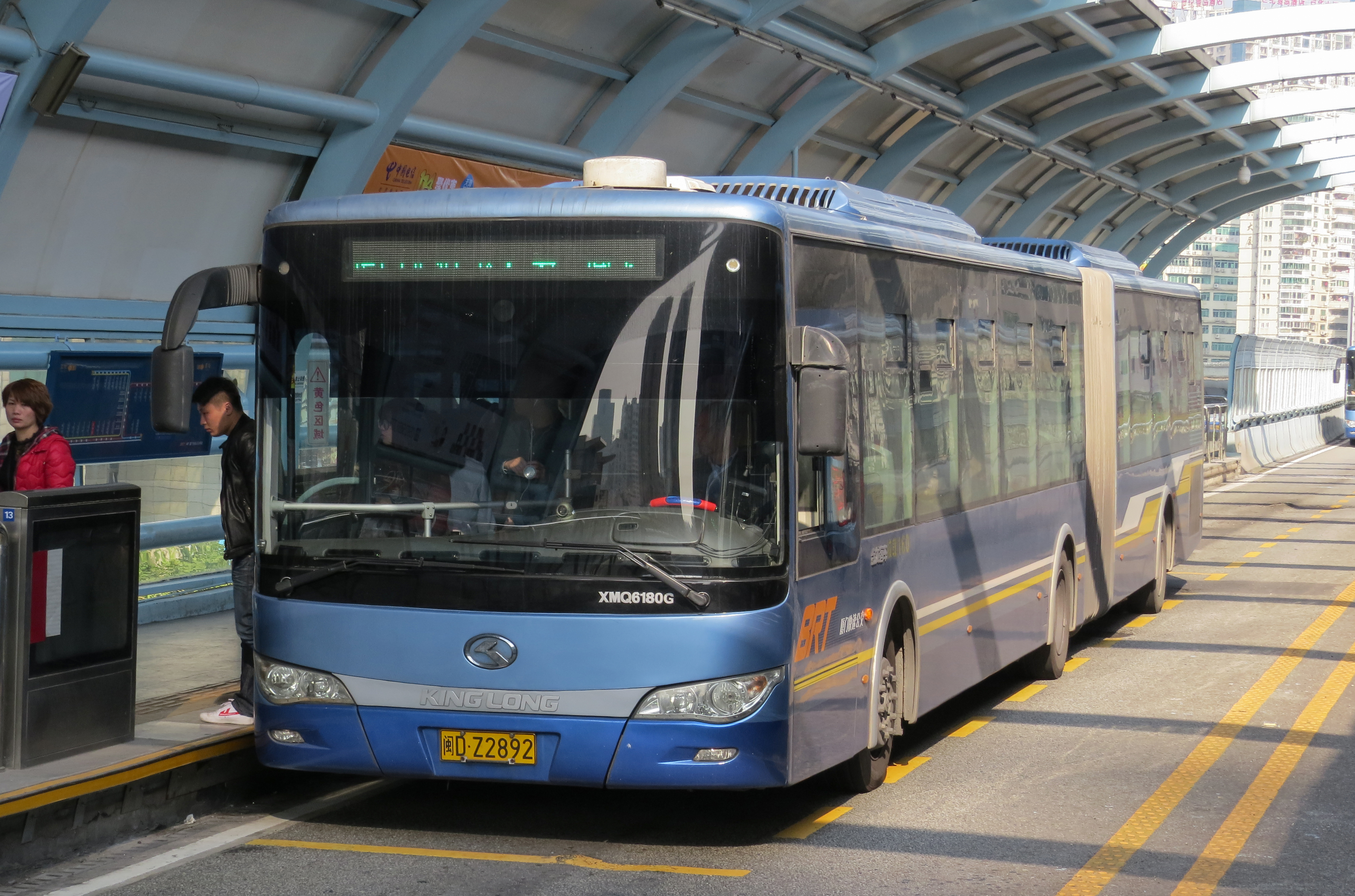
快1的一辆XMQ6180G铰接车，该车型亦用于快3

同较早开通的其他BRT快线一样，快3同样使用过18米长铰接车XMQ6180G及12米长的XMQ6127G。其中2013年初，有68辆XMQ6127G和52辆XMQ6180G投入运营。该批次“大金龙”采用了日野发动机。此次增投是为了替换部分原2008年上线的车辆。
2020年1月6日，快速公交首批13辆新型纯电公交车在快1路正式投放运营。该批车型号为XMQ6125AGBEVL1，采用磷酸铁锂电池，长约12米（11980mm）。后亦有投放XMQ6180AGD5来逐步替换原18米XMQ6180G，前者是后者的纯电衍生版本。

## 事件
- 2013年10月19日下午4点20分，一辆从莲坂开往火车站的快3公交车突然冒烟。乘客紧急逃生。事后调取监控录像才发现原为小孩打闹碰倒灭火器，导致灭火器干粉喷出白沫[13]。
- 2014年5月12日傍晚，在火车站靠站下客的快3公交车后车轮突然冒烟，有乘客闻到焦糊味。司机按下爆玻器疏散乘客。后相关负责人称此系刹车问题导致车子左后轮发热并冒烟，属常见故障，不需惊慌[14]。